# گکوی عنکبوتی ایرانی
جکوی عنکبوتی ایرانی (نام علمی: Agamura persica) نوعی جکو است که در نواحی بیابانی و نیمه بیابانی، در دشت‌های خشک، تپه‌ها، دامنه‌ها و شن‌زارهای ایران، پاکستان و افغانستان زندگی می‌کند.

## ظاهر
اندام‌های حرکتی باریک، دم استوانه‌ای و نازک که قطر آن پس از قسمت قاعده‌ای ناگهان کاهش می‌یابد، مردمک چشم عمودی.